# 折曲黄堇
折曲黄堇（学名：Corydalis stracheyi）为罂粟科紫堇属下的一个种。

## 扩展阅读
- 維基物種上的相關：折曲黄堇